# Sde Eli'ezer
Sde Eli'ezer (hebrejsky שְׂדֵה אֱלִיעֶזֶר, doslova "Eli'ezerovo pole", anglicky Sde Eli'ezer, v oficiálním seznamu sídel Sede Eli'ezer) je vesnice typu mošav v Izraeli, v Severním distriktu, v Oblastní radě Mevo'ot ha-Chermon.

## Geografie
Leží v nadmořské výšce 198 metrů v Chulském údolí v Horní Galileji, poblíž horního toku řeky Jordán. Ze západu, z kopců Horní Galileje sem přitéká vádí Nachal Dišon, do kterého zprava ústí při vstupu do údolí ještě vádí Nachal Marot. Západně od obce se terén zvedá směrem k vysočině při izraelsko-libanonských hranicích. Nacházejí se tu vrchy Har Geršom, Har Cvi nebo Har Jachmur.
Vesnice se nachází cca 28 kilometrů severně od města Tiberias, cca 130 kilometrů severovýchodně od centra Tel Avivu a cca 60 kilometrů severovýchodně od centra Haify. Sde Eli'ezer obývají Židé, přičemž osídlení v tomto regionu je zcela židovské. Výjimkou je město Tuba-Zangarija cca 9 kilometrů jihovýchodním směrem, které obývají izraelští Arabové, respektive Beduíni.
Sde Eli'ezer je na dopravní síť napojen pomocí dálnici číslo 90.

## Dějiny

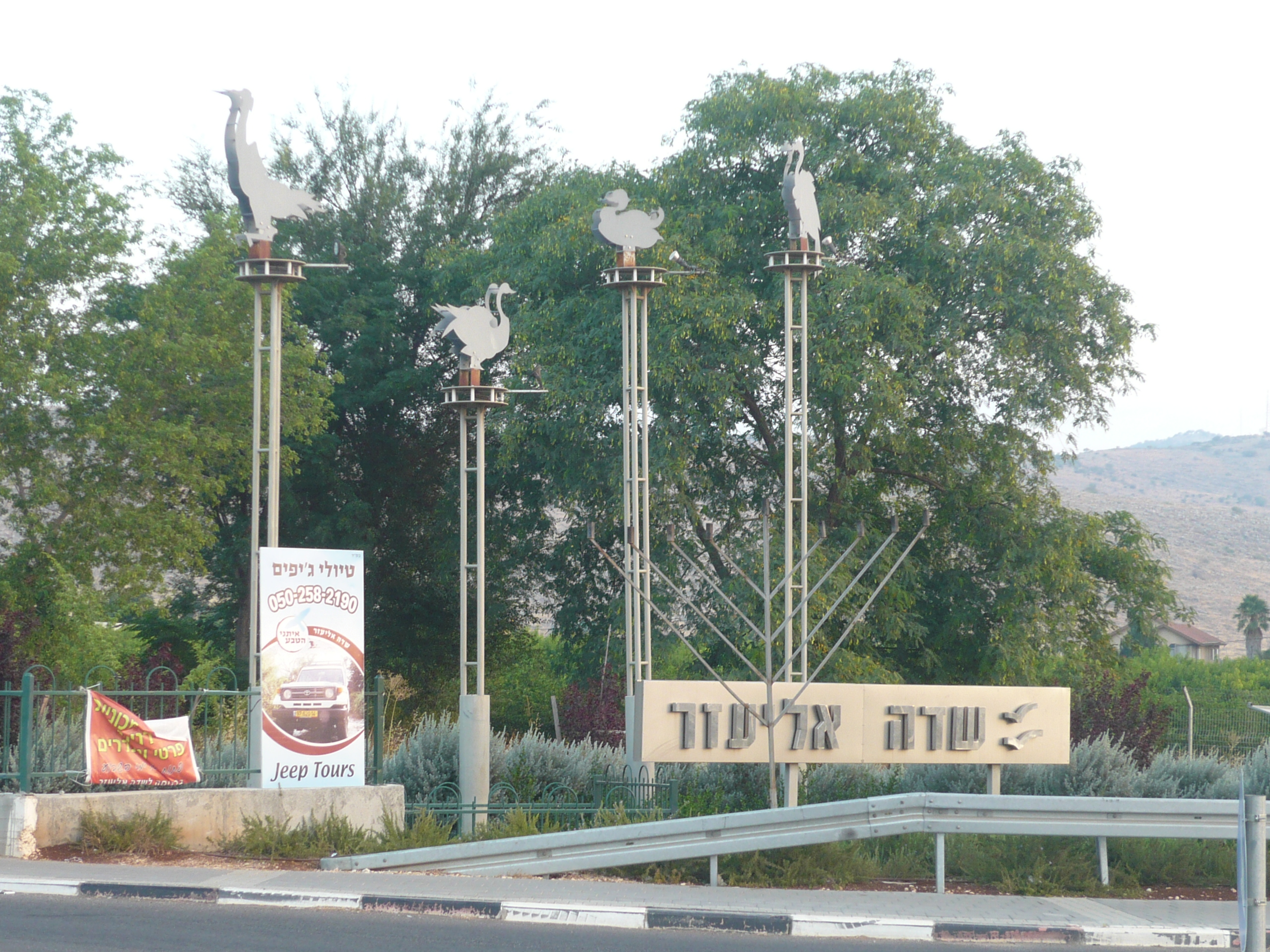
Vjezd do mošavu

Sde Eli'ezer byl založen v roce 1952. Vesnice byla pojmenována podle Roberta (Eli'ezera) Rotschilda – člena rodiny, která se zasloužila od konce 19. století o rozvoj židovských zemědělských osad v Palestině.
Sde Eli'ezer vznikl roku 1952 na pozemcích, které patřily Jewish Colonization Association, jež nedaleko odtud již měla fungující zemědělskou vesnici Jesud ha-Ma'ala. Právě z Jesud ha-Ma'ala a také z nedalekého města Kirjat Šmona pocházeli první zdejší obyvatelé, které posílili rovněž noví židovští přistěhovalci. Šlo o přistěhovalce z Československa, Polska, Rumunska a Jugoslávie. Na osidlování vesnice se podíleli členové mládežnického hnutí ha-No'ar ha-cijoni.
V počáteční fázi prožívala vesnice těžkou ekonomickou situaci, kvůli které část osadníků odešla, ale pak došlo ke stabilizaci populace. Ekonomika mošavu Sde Eli'ezer je založena na zemědělství (ovocné sady) a turistice (oficiálně uznán jako turistická lokalita).
V Sde Eli'ezer jsou k dispozici zařízení předškolní péče. Základní škola je v nedalekém Ajelet ha-Šachar a nebo v Korazim. V Kfar Blum je střední školství. Sde Eli'ezer disponuje synagogou, obchodem a sportovními areály.

## Demografie
Obyvatelstvo mošavu Sde Eli'ezer je smíšené, tedy složené ze sekulárních i nábožensky orientovaných lidí. Podle údajů z roku 2014 tvořili naprostou většinu obyvatel v mošavu Sde Eli'ezer Židé (včetně statistické kategorie "ostatní", která zahrnuje nearabské obyvatele židovského původu ale bez formální příslušnosti k židovskému náboženství).
Jde o menší sídlo vesnického typu s dlouhodobě rostoucí populací. K 31. prosinci 2014 zde žilo 745 lidí. Během roku 2014 populace stoupla o 4,9 %.
| Rok            | 1961 | 1972 | 1983 | 1995 | 2001 | 2003 | 2004 | 2005 | 2006 | 2007 | 2008 | 2009 | 2010 | 2011 | 2012 | 2013 | 2014 |
| -------------- | ---- | ---- | ---- | ---- | ---- | ---- | ---- | ---- | ---- | ---- | ---- | ---- | ---- | ---- | ---- | ---- | ---- |
| Počet obyvatel | 278  | 279  | 313  | 413  | 554  | 569  | 599  | 643  | 693  | 714  | 730  | 668  | 661  | 640  | 689  | 710  | 745  |